# Поинтнер, Александр
Алекса́ндр По́интнер (нем. Alexander Pointner ; род. 1 января 1971 года в Грискирхене) — австрийский прыгун с трамплина и нынешний главный тренер австрийской национальной команды по прыжкам на лыжах. Самый успешный тренер в истории австрийского лыжного союза (нем. ÖSV).

## Спортивная карьера
Александр Поинтнер получил спортивное образование в лыжной гимназии в Штамсе у Алоиза Липбургера (нем. Alois Lipburger), будущего главного тренера австрийской команды и Тони Иннауэра. Его международная карьера началась многообещающе. На двух юниорских Чемпионатах Мира в 1989 году в Хамаре и в 1990 году в Штребски Плесо он завоёвывал золото в командных соревнованиях. Однако в то время как его товарищи по команде Андреас Гольдбергер, Хайнц Кюттин и Мартин Хольварт стали успешно выступать в основном составе сборной Австрии, Александр Поинтнер не принимал участия в крупных международных соревнованиях. Его лучшее место на этапе Кубка Мира – девятое (в 1992 году на родном трамплине в Иннсбруке). В 1995 году на тренировке он сломал бедренную кость, что фактически поставило крест на его спортивной карьере.

## Тренерская карьера
Ещё будучи спортсменом Александр Поинтнер готовился к тренерской карьере. В 1992 году он окончил образование по области прыжков на лыжах и в 1998 году получил государственный диплом тренера. С 1995 года он занимался тренерской деятельностью в Тирольском лыжном союзе. Там он в 1996 году стал первым штатным тренером в прыжках на лыжах. В 1999 году он вошёл в команду тренеров австрийского лыжного союза, как один из помощников тогдашнего главного тренера Алоиза Липбургера и занимал эту должность это гибели того в автокатастрофе в 2001 году. В 2001-2002 году он был помощником Тони Иннауэра. До 2004 года Поинтнер являлся главным тренером второй сборной Австрии, которая выступала в Континентальном Кубке. В 2004 году Тони Иннауэр, который с 1993 года является директором лыжных дисциплин в австрийском лыжном союзе назначил Александра Поинтнера главным тренером австрийской национальной команды.
Карьера тренера стала полной противоположностью его карьеры спортсмена. В этом качестве Александр вместе со своими подопечными выиграл все возможные титулы.
Его подопечные (среди которых Мартин Кох, Грегор Шлиренцауэр, Томас Моргенштерн, Андреас Кофлер и другие) добыли 3 золота Олимпийских игр, десять раз становились лучшими на мировых первенствах и выиграли 4 Кубка мира в общем зачёте. Кроме этого, 8 лет подряд, с 2005 по 2012 год австрийцы выигрывали Кубок Наций. Для Поинтнера-тренера нет непокоренных вершин — его подопечные добывали победы в любых состязаниях, которые в настоящее время существуют в прыжках на лыжах.
В 2009 году Поинтнер получил приз лучшем тренеру Австрии, а сборная Австрии трижды признавалась сильнейшей командой своей страны. В 2009 году команда Австрии набрала в Кубке Наций 7331 очко, что позволило превзойти свой предыдущий рекорд – 6734 очка установленный годом ранее.

## Личная жизнь
С 1995 года Александр Поинтнер состоит в браке Анжелой Поинтнер, бывшей волейболисткой и преподавательницей. В семье растет четверо детей: Макс (1996), Нина (1998), Паула (2003) и Лилит (2008). С 2005 года семья проживает в Иннсбруке.